# Jack Andraka
Jack Thomas Andraka (Crownsville, 8 de janeiro de 1997) é um inventor, cientista e pesquisador. Ele é o ganhador da edição do ano de 2012 do Prêmio Gordon E. Moore, o maior da Intel Internacional Science and Engineering Fair. Andraka foi premiado com $70.000 e nomeado em honra ao cofundador da Intel Corporation por seu trabalho em desenvolver um método novo, rápido e barato para detectar um aumento proteico que indica a presença de cânceres de pâncreas, ovário e pulmão durante estágios iniciais quando ainda existe uma alta taxa de sobrevivência quando comparado com tratamentos atuais. Além do prêmio Gordon E. Moore, Andraka também ganhou outros prêmios em categorias menores que somam um total de $100.500 em dinheiro. Andraka também ficou em quarto lugar na categoria Química na Intel International Science and Engineering Fair com um projeto focado em Espectroscopia Raman com aplicações no mundo real.

## Biografia
Jack Andraka nasceu em Crownsville, Maryland. Diversos motivos o inspiraram a trabalhar com cancer de pâncreas, inclusive a morte de um amigo da família o qual descreve como quase um tio. Ele contou várias dessas histórias em sua palestra no TEDxNijmegen em 2013. Procurando respostas, ele descobriu que o motivo pelo baixa taxa de sobrevivência para este tipo de câncer era a falta de um método de detecção precoce, rápido, sensível e barato. De acordo com sua fala, seu otimismo jovem tornou-o destemido e levou-o a procurar "os dois melhores amigos dos adolescentes: Google e Wikipedia", contando também com o auxílio de conteúdos do YouTube. Ele começou a pensar em várias maneiras de detectar e prevenir o crescimento do câncer e terminar seu crescimento antes das células tornarem-se invasivas.
Em entrevista a BBC, Jack diz que a ideia para seu teste de câncer pancreático veio em uma aula de biologia na North County High School sobre anticorpos e um artigo sobre métodos analíticos usando nanotubos de carbono que ele lia sorrateiramente durante a aula. Depois, ele continuou sua pesquisa sobre nano tubos e bioquímica do câncer através do Google e auxiliado por periódicos científicos de acesso livre, inclusive alguns dados de Jstor liberados por Aaron Swartz que até então não eram livres.
Ele entrou em contato com duzentos professores da Johns Hopkins University e do National Institutes of Health com um plano, orçamento e planejamento para seu projeto, esperando que algum laboratório pudesse assessorá-lo. Ele recebeu e-mails com 199 rejeições antes de receber uma resposta positiva de Anirban Maitra, professor de Patologia, Oncologia, e Engenharia Biomolecular e Química na Johns Hopkins School of Medicine.
O resultado de seu projeto era uma nova fita para testes de diagnóstico para cancer pancreático utilizando um sensor de papel, similar aos utilizados em testes de diabetes. Essa fita mede o nível de mesotelina, um biomarcador solúvel de câncer descrito por Scholler e parceiros na PNAS no ano de 1999 (http://www.ncbi.nlm.nih.gov/pubmed/10500211), para identificar se o paciente possui ou não câncer de pâncreas em estágio precoce. O teste é mais de 90% preciso em detectar a presença da mesotelina. De acordo com Andraka, ele é 168 vezes mais rápido e custa cerca de 1/26.000 em relação ao anterior (cerca de 3 centavos de dólar), é mais de 400 vezes mais sensível que testes atuais de diagnóstico e leva apenas 5 minutos para realizá-lo. Ele diz que o teste também é efetivo em detectar câncer de ovário e pulmão utilizando o mesmo marcador de mesotelina, também aumentada nesses tipos de câncer. Contudo, qualquer utilidade prática do teste ainda continua a ser estudada, de acordo com Susan Desmond-Hellmann, oncologista e chanceler da UCSF.  Muitos outros estudos, possivelmente nos próximos anos, são necessários para demonstrar que o teste pode detectar casos precocemente e ser suficientemente confiável.
O professor Maitra é um entusiasta do futuro de Andraka. Ele contou ao Baltimore Sun: "Vocês ainda vão ler muito sobre ele nos anos que estão por vir... O que eu falo no meu laboratório é 'Pense como Thomas Edison e a lâmpada.' Esse jovem é o Edison dos nossos tempos. Ainda vão existir várias lâmpadas vindas dele."
Em outubro de 2013, Andraka apareceu como convidado no The Colbert Report.